# Scheid (Domleschg)
Scheid (toponimo tedesco; in romancio Sched) è una frazione di 141 abitanti del comune svizzero di Domleschg, nella regione Viamala (Canton Grigioni).

## Geografia fisica
Scheid è situato nella Domigliasca, alla destra del Reno Posteriore; i primi insediamenti alpestri si situavano su una terrazza elevata e la comunità era limitata geograficamente dalla catena montuosa situata tra il Fulhorn (2 529 m s.l.m.) a sud e la Dreibündenstein (2 160 m s.l.m.) a nord. A ovest si staglia invece il Tgom Aulta (2 085 m s.l.m.).
Il territorio di Scheid si estende per 1 232 ettari, dei quali 533 sono utilizzati come campi coltivati e prati, 516 sono coperti da boschi, 26 sono zona di insediamento e i restanti 155, situati principalmente a oriente, sono caratterizzati da aree improduttive e montagne.

## Storia

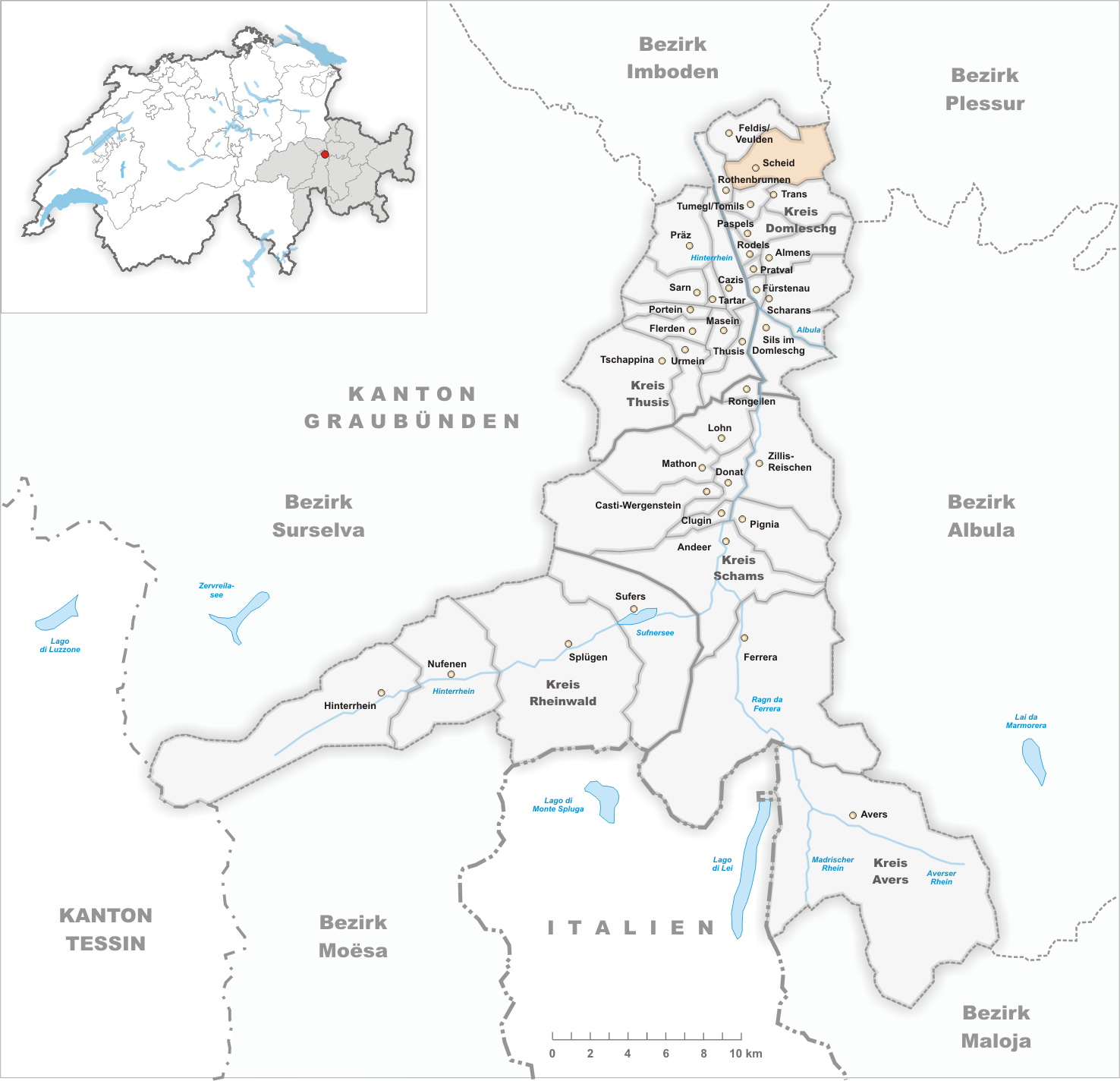
Il territorio del comune di Scheid prima degli accorpamenti comunali del 2009

Fino al 31 dicembre 2008 è stato un comune autonomo che si estendeva per 12,32 km² e che comprendeva le frazioni di Oberscheid (in romancio Purz) e Unterscheid; il 1º gennaio 2009 è stato accorpato al comune di Tomils assieme agli altri comuni soppressi di Feldis e Trans. Il 1º gennaio 2015 Tomils è stato a sua volta accorpato agli altri comuni soppressi di Almens, Paspels, Pratval e Rodels per formare il nuovo comune di Domleschg.

### Simboli
Lo stemma di Scheid è diviso diagonalmente da sinistra verso destra, dall'altro verso il basso, in due campi di colore blu e oro, in ognuno dei quali vi è una stella a sei punte di colore inverso, che derivano dallo stemma della famiglia Juvalta, legata alla storia della località. La posizione delle due stelle simboleggia le due frazioni di Oberscheid e Unterscheid.

## Monumenti e luoghi d'interesse
- Chiesa riformata di San Simeone, attestata dal 1447[2].

## Società

### Evoluzione demografica
L'evoluzione demografica è riportata nella seguente tabella:
Abitanti censiti

### Etnie e minoranze straniere
Alla fine del 2005 su 145 abitanti 144 erano cittadini svizzeri.

### Lingue e dialetti
Già paese di lingua romancia, è stato progressivamente germanizzato. Il dialetto romancio sottosilvano era la lingua originaria della comunità alpina che nel 1880 veniva parlato da circa il 98% della popolazione locale; questa situazione non è mutata fino al 1970 (1910: 97%, 1941: 92%, 1970: 94%), anno in cui cominciò il declino del romancio, che divenne minoritario nel 1980 e che nel 2005 ora ormai parlato da meno del 20% della popolazione.
| Lingue a Scheid | Lingue a Scheid | Lingue a Scheid | Lingue a Scheid | Lingue a Scheid | Lingue a Scheid | Lingue a Scheid |
| --------------- | --------------- | --------------- | --------------- | --------------- | --------------- | --------------- |
| Lingue          | Censimento 1980 | Censimento 1980 | Censimento 1990 | Censimento 1990 | Censimento 2000 | Censimento 2000 |
| Lingue          | Abitanti        | Percentuale     | Abitanti        | Percentuale     | Abitanti        | Percentuale     |
| Tedesco         | 44              | 37,93 %         | 72              | 62,61 %         | 110             | 79,14 %         |
| Lingua romancia | 69              | 59,48 %         | 42              | 36,52 %         | 27              | 19,42 %         |
| Totale          | 116             | 100 %           | 115             | 100 %           | 139             | 100 %           |

## Geografia antropica
La località è formata dai nuclei di Oberscheid (toponimo tedesco; in romancio Purz), a 1 329 m s.l.m., Unterscheid (toponimo tedesco; in romancio Sched), a 1 221 m s.l.m., Laschignas, a 1 067 m s.l.m., e da vari casolari e alpeggi.

## Economia
L'economia locale trae impulso principalmente dall'agricoltura e dall'allevamento.